# Arctocephalus philippii
El oso marino de Guadalupe o lobo fino de Juan Fernández —según la subespecie— (Arctophoca philippii) es una especie de mamífero pinnípedo de la familia de los otáridos que se reproduce en islas del océano Pacífico oriental, tanto en el Hemisferio norte como en el Hemisferio sur, y que pertenecen a Chile y a México. 

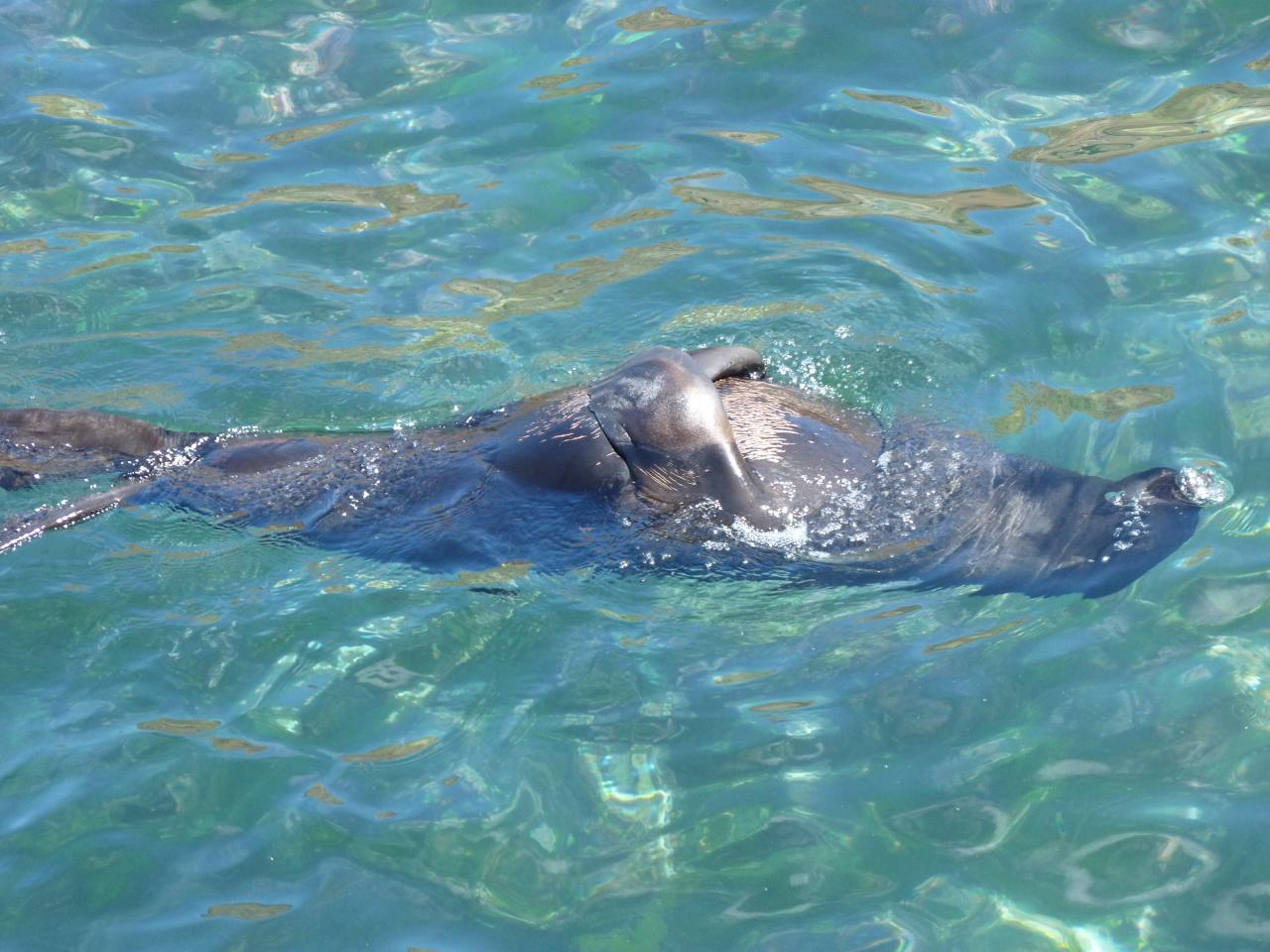
Lobo fino de Juan Fernández (Arctophoca philippii philippii).

Se considera un lobo fino o de dos pelos, debido a que tiene una piel más fina que los lobos de mar comunes, contando con dos capas de pelo, una capa gruesa de pelo largo brillante y la otra más lanosa y fina.
Es el segundo oso marino más pequeño (el estrechamente relacionado lobo fino de las Galápagos es aún más pequeño). 
Descubiertos por el navegante Juan Fernández en el siglo XVI, estos lobos marinos se convirtieron en un blanco para los foqueros durante el siglo XVII. Se los creyó extintos a mediados del siglo XX, llegando a una población de 200 ejemplares. La población quedó bajo protección y ha crecido rápidamente. Actualmente se estima que existen al menos 10 000 de estos animales en y alrededor de las islas.

## Taxonomía y distribución
Subespecies
Esta especie se subdivide en 2 subespecies:
- Arctophoca philippii philippii - Lobo fino de Juan Fernández. Habita en el archipiélago Juan Fernández, también se encuentran en las islas San Félix y San Ambrosio, frente a la costa continental de Chile.
- Arctophoca philippii townsendi - Oso marino de Guadalupe. Habita en la isla de Guadalupe, al noroeste de México.

Historia taxonómica
Ambos taxones que integran esta especie durante mucho tiempo fueron considerados buenas especies, e integrantes del género Arctocephalus pero, en el año 2012, un estudio de las especies de todo el grupo demostró que era correcto separar a varios de los taxones que integraban ese género en otro: Arctophoca, y que tanto el taxón chileno como el taxón de México eran sólo subespecie de una misma especie, por lo que quedaron agrupados en la especie Arctophoca philippii.